# Février 2011

## Faits marquants
- 11 février : démission du président égyptien Hosni Moubarak à la suite de la révolution égyptienne.
- 14 février : le nord de Madagascar est frappé par le cyclone Bingiza[1]
- 15 février : début de la révolte libyenne.
- 21 février : début de la révolte au Burkina Faso.
- 22 février : séisme en Nouvelle-Zélande.
- 27 février : coup d'État en République démocratique du Congo.

## Culture

### Cinéma

#### Festivals
- 4 au 12 février : 33e festival international du court métrage de Clermont-Ferrand.
- 10 février : Berlinale, festival international du film à Berlin.
- 25 février : 36e cérémonie des César.
- 26 février : 31e cérémonie des Razzie Awards.
- 27 février : 83e cérémonie des Oscars.

#### Films sortis en France en février 2011
- Rien à déclarer, film de Dany Boon
- Black Swan, film de Darren Aronofsky avec Natalie Portman et Vincent Cassel
- 127 heures, de Danny Boyle avec James Franco
- True Grit, de Joel et Ethan Coen avec Jeff Bridges, Hailee Steinfeld et Matt Damon

### Musique

#### Albums sortis en France en février 2011
- Armistice, album du groupe Armistice

## Sport
- 6 février : Super Bowl de la saison 2011. Les Packers de Green Bay remporte le Super Bowl XLV contre les Steelers de Pittsburgh avec un score 31 à 25.

- 19 février : coupe du monde de cricket en Inde, au Sri Lanka et au Bangladesh.